# Gleitband

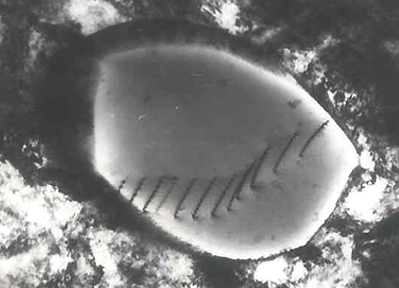
TEM-Aufnahme von PSB-Strukturen in einer Metalllegierung

Gleitbänder (in Anlehnung an die englische Bezeichnung persistent slip bands, PSBs, auch als persistente Gleitbänder bezeichnet; persistent: fortbestehend, andauernd) spielen in der Materialwissenschaft eine wichtige Rolle bei der Materialermüdung. Sie sind Strukturen in Metallen, in denen sich die Verformung unter äußerer Last konzentriert.
Wenn Versetzungen entlang von Gleitebenen an die Werkstoffoberfläche wandern, erzeugen sie dort Oberflächenstufen. Diese ca. 1000 Atomdurchmesser hohen Stufen werden auch Gleitlinien genannt. Sie gruppieren sich eng (ca. 100 Atomdurchmesser) aneinander und bilden dadurch Gleitbänder. Diese sind als Extrusionen und Intrusionen (Scherlippen) an polierten Oberflächen einer Werkstoffprobe sichtbar. Scherlippen können als Kerben zu vorzeitigem Bruch bei schwingender Beanspruchung führen.
Je nach Metall und Legierung können sich außer geraden Linien (PSBs) auch wand- oder gar labyrinthartige Strukturen bilden. Allen Formen ist gemein, dass in ihnen eine erhöhte Aktivität von Versetzungen stattfindet und dass sie beim Austritt an der Metalloberfläche Ex- und Intrusionen erzeugen.

## Untersuchungsverfahren
Im Labor wird häufig der symmetrische Zug-Druck-Versuch am Modell angewandt: Die eingespannte Materialprobe wird dabei mit konstanter Geschwindigkeit gedehnt und um den gleichen Betrag gestaucht, oder mit konstanter Dehnungs- oder auch mit konstanter Spannungsamplitude bewegt. Die Ergebnisse des Versuchs werden oft in ein doppellogarithmisches Diagramm übertragen, das Wöhlerdiagramm.
Unter Verwendung des Transmissionselektronenmikroskops (TEM) wurde anfangs die Versetzungsstruktur der PSBs erforscht. Um Versetzungen abzubilden, ist in den letzten Jahren ein neues Beobachtungsverfahren zum Einsatz gelangt, das Electron Channeling Contrast Imaging (ECCI). Diese Methode hat den Vorteil, dass die nahe an der Kristalloberfläche liegenden Versetzungen zerstörungsfrei unter Verwendung eines Rasterelektronenmikroskops (REM) detektiert werden können.